# Penompo
Penompo is een bestuurslaag in het regentschap Mojokerto van de provincie Oost-Java, Indonesië. Penompo telt 6727 inwoners (volkstelling 2010).